# Південна Нижня Каліфорнія
Південна Нижня Каліфорнія (Баха-Каліфорнія-Сур, Тлані-Каліфорнія-Уїцлампа; ісп. Baja California Sur, науатль Tlani California Huitztlampa) — штат у Мексиці, у південній частині півострова Каліфорнія. Площа 73 475 км². Населення 424 041 осіб (2000). Адміністративний центр — місто Ла-Пас.

## Географія

### Розташування
Штат розташований на півдні Каліфорнійського півострова. На півночі межує зі штатом Баха-Каліфорнія. 2100 кілометрів узбережжя на заході і півдні омивається водами Тихого океану, на сході — водами Каліфорнійської затоки Тихого океану. Розкинувся від 28° до 22° північної широти.

### Рельєф
Рельєф гористий, представлений плоскогір'ями. Паралельно узбережжю простягнулася гірська гряда Сьєрра де ла Гіганта (Sierra de la Giganta) із сосновими і дубовими лісами. На західному узбережжі розкинулася протяжні рівнини, такі як Льянос Санта Клара (Llanos Santa Clara), Магдалена (Magdalena) і Ірай (Hiray). Річок майже немає, є озера — Сан Ігнасіо (San Ignacio) і Охо де Льєбре (Ojo de Liebre).

### Клімат
Клімат штату субтропічний, частина території займає Нижньокаліфорнійська пустеля, внаслідок чого даний штат — найменш заселений у Мексиці. Помірні вітри з Тихого океану і холодної Каліфорнійської течії роблять клімат вздовж тихоокеанського узбережжя приємним увесь рік. Дощів мало. Холодна океанічна Каліфорнійська течія часто є причиною густих туманів на узбережжі. У горах спостерігається альпійський клімат. Літо тут прохолодне, а зими можуть бути холодними, а вночі температури часто опускаються нижче 0°С. У горах часто випадає і довго не тане сніг з грудня по квітень. Східний бік півострова — вельми посушливий. Далі на південь вздовж узбережжя посушливий клімат зберігається, але він стає м'якшим і не таким спекотним. Опадів випадає мало, в середньому 300—600 мм на рік. На островах в Каліфорнійській затоці — пустелі.

## Історія

### Доколоніальний період
Перші людські сліди на території південної частини Нижньої Каліфорнії простежуються 14 000 років тому. Шляхами уздовж тихоокеанського узбережжя сюди прийшли перші кочівники з північних частин Америки. Це були представники археологічної культури Кловіс (Clovis), артефакти якої були знайдені в північних районах штату. У печерах були знайдені незліченні залишки кісток дрібних тварин, риб, раковин. Багато також виявлено наскельних малюнків. Існували, як мінімум, чотири чітко визначених племінних груп, які заселяли тутешні місця в до іспанські часи: перику (Pericú) — в районі між мисом Сан Луїс і Ла Пасом і на деякий островах Каліфорнійської затоки (Моря Кортеса); гуайкуру (Guaycura) — від Ла Паса до Лорето; монкі (Monqui) — область навколо Лорето і кочимі (Cochimí) — в великих районах центру півострова. Паралельно кочимі можна відзначити існування інших більш дрібних кочових груп, таких як куміаї (kumiai (k'miai)) — однієї мовної сім'ї (юмано) з кукапа (cucapá), паї паї (pai pai), кіліва (kiliwa), каїлья (cahilla) і акула (akula).

### Колоніальний період
Після завоювання Мексики іспанцями і падіння Теночтітлана в європейців виник інтерес до земель на захід і північний захід від Нової Іспанії. У Європі існував з доби середньовіччя роман про багаті землі в Ост-Індіях, які були багаті на перли, золото та іншими коштовностями. Ці землі в романі називалися Каліфорнією — утопічною землею — раєм на землі. Так, провал експедиції А. Сааведри (Álvaro Saavedra Cerón) і Д. Уртадо (Diego Hurtado de Mendoza) на Молуккських островах не зменшила планів Е. Кортеса (Hernán Cortés) з дослідження земель на північний захід від Теночтітлану. У жовтні 1533 була підготовлена нова експедиція в Теуантепек (Tehuantepec) на кораблях San Lázaro під командою Е. де Гріхальви (Hernando de Grijalva) і на Concepción під керівництвом Д. де Бесерра (Diego de Becerra). Протягом першої ж ночі походу Де Гріхальва пішов на захід від островів Ревільяхіхедо (Revillagigedo), в той час як Concepción продовжив свій шлях на північний захід від мексиканського узбережжя. Побоюючись загубитися, екіпаж цього корабля збунтувався, вбив де Бесерра, проте продовжив, без дозволу, плавання під командуванням Ф. Хіменеса (Fortún Ximénez). Побоюючись буревіїв, Хіменес зайшов в тиху бухту на півдні Нижньої Каліфорнії, де намагався заснувати невелику колонію. Однак це тривало недовго через напад індіанців, які забрали життя багатьох поселенців, в тому числі і самого Хіменеса, і це викликало повернення на корабель тих, хто вижив, і відправитися до Халіско, де бунтівники були відправлені Н. Гусманом (Nuño de Guzmán) до в'язниці.
Отримавши відомості про великі багатства, Е. Кортес спорядив нову експедицію. У квітні 1535 експедиція з трьох кораблів — San Lázaro, Santo Tomas і Santa Águeda — покинули Нову Іспанію і досягли затоки Санта Крус 3 травня, де була закладена колонія Порт і Долина Святого Хреста (Puerto y Valle de la Santa Cruz). Хоча він не був першим європейцем, що ступив на землю на каліфорнійському півдні, все одно вважається першовідкривачем цих земель і засновником Ла Паса. Кортес заволодів землею і поставив за мету заснувати королівську колонію. Однак віцекороль Нової Іспанії А. де Мендоса (Don Antonio de Mendoza) відкликав Кортеса в 1537 році в Мехіко, а колонія була поставлена під командування Ф. де Улоа (Francisco de Ulloa). Після втрати прямої підтримки Кортеса колонія висловлювала певну стурбованість відсутністю постачань з Нової Іспанії. Улоа, який зіткнувся зі зростаючими проблемами, в 1539 році повністю відмовився від затоки, і останні поселенці повернулися до Нової Іспанії.
У період З 1539 по 1542 рік обидва береги Південної Нижньої Каліфорнії були розвідані Ф. де Улоа і Х. Кабрільйо (Juan Rodríguez Cabrillo). Протягом наступних півтора століття різні дослідники і мисливці за перлами (в тому числі С. Віскаїно (Sebastián Vizcaíno)) відвідали береги півострову, але не зробили значного впливу.
У 1683-85 роках єзуїти почали свою участь в освоєнні Нижньої Каліфорнії. Е. Ф. Кіно (Eusebio Francisco Kino) разом з адміралом І. де Атондо (Isidro de Atondo y Antillón) зробили дві основні, але в кінцевому рахунку безуспішні спроби колонізації в Ла Пасі, а потім в Сан Бруно (San Bruno) — до на північ від Лорето. У 1697 році місіонер-єзуїт Х. М. де Сальватьєрра (Juan María de Salvatierra) заснував місію Богородиці Лорето Кончо (Misión de Nuestra Señora de Loreto Conchó), першу постійну місію в Південній Нижній Каліфорнії. Єзуїтський контроль над півостровом поступово розширювався. З тих пір до 1767 року члени ордену Ісуса заснували тут 16 місій. Вони мали великий вплив на індіанців періко, кочимі і гуайкуру, яких не без успіху хрестили.
У 1768 року єзуїти були вигнані з півострова і їх замінили монахи францисканці під керівництвом Х. Серри (Junípero Serra), які заснували свої місії на крайній півночі. У 1773 році францисканці поступилися місцем домініканцям, які заснували місії у Велікате (Velicatá) і Сан Дієго (San Diego). У період між 1774 і 1836 роками домініканці заснували вісім нових місій на територіях проживання індіанців кочимі, кіліва, паї паї і куміаї. У ці часи чисельність корінного населення Південної Нижньої Каліфорнії постійно скорочувалася, в першу чергу через хвороби Старого Світу і в результаті збройних сутичок. Хоча єзуїти прагнули обмежити мирське поселення іспанців або мексиканців на півострові, все ж мирська влада Нової Іспанії більше поширювалася тут. У 1804 році півострів був розділений на два суб'єкти. Південна частина Нижньої Каліфорнії отримала свою першу столицю в Лорето.

### Період незалежності

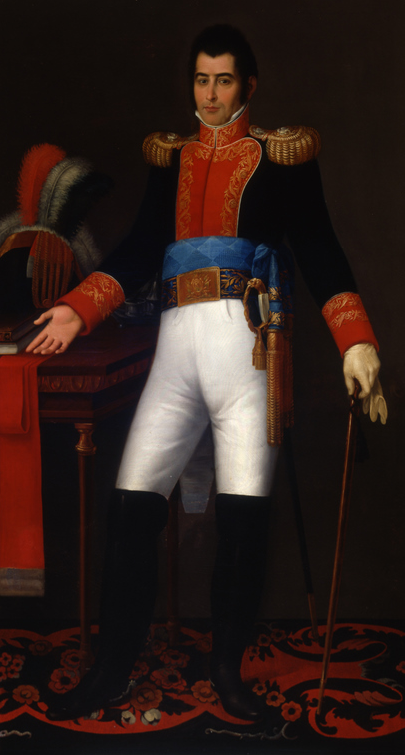
Гуадалупе Вікторія

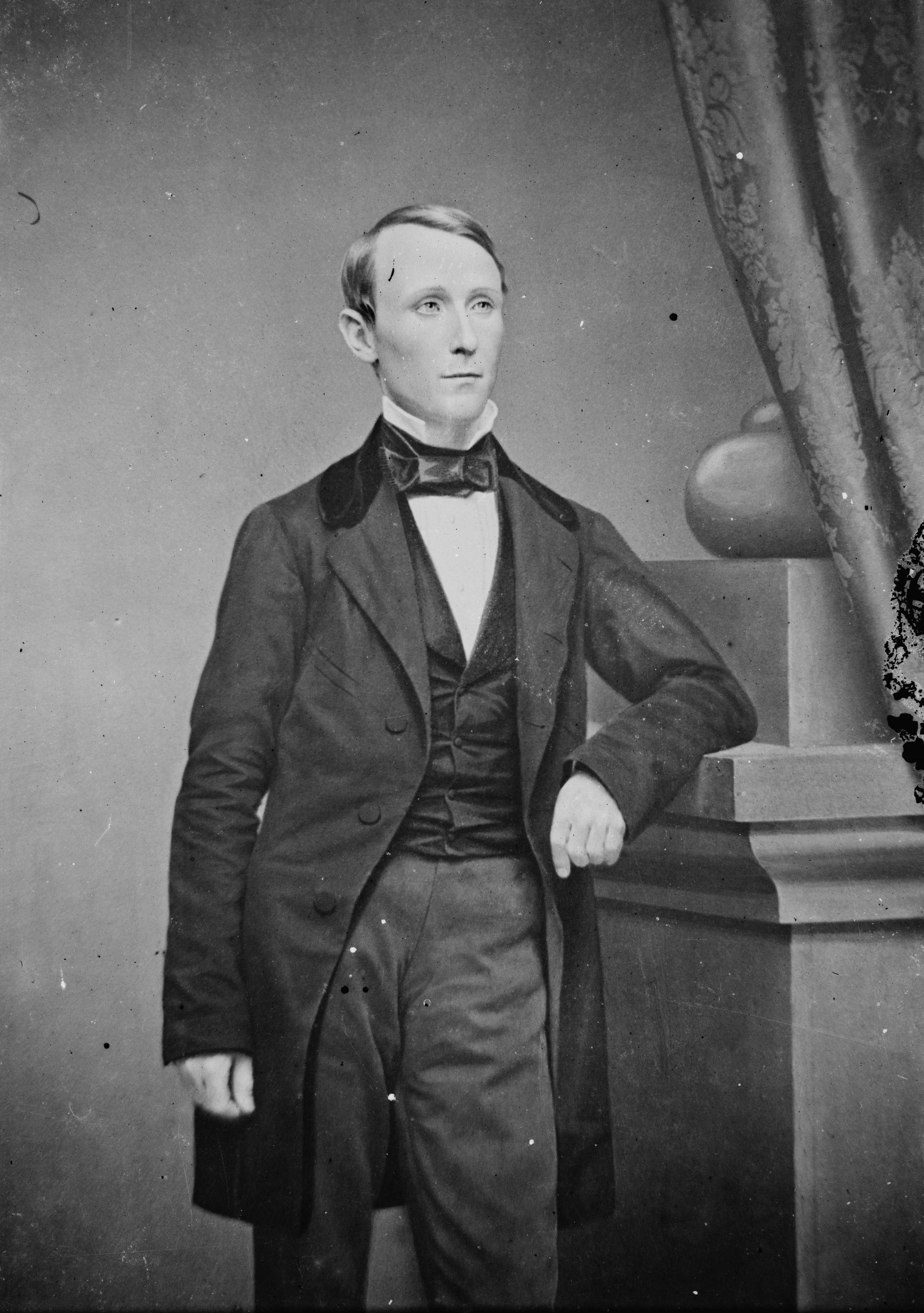
Вільям Волкер

Прапор республіки Нижня Каліфорнія

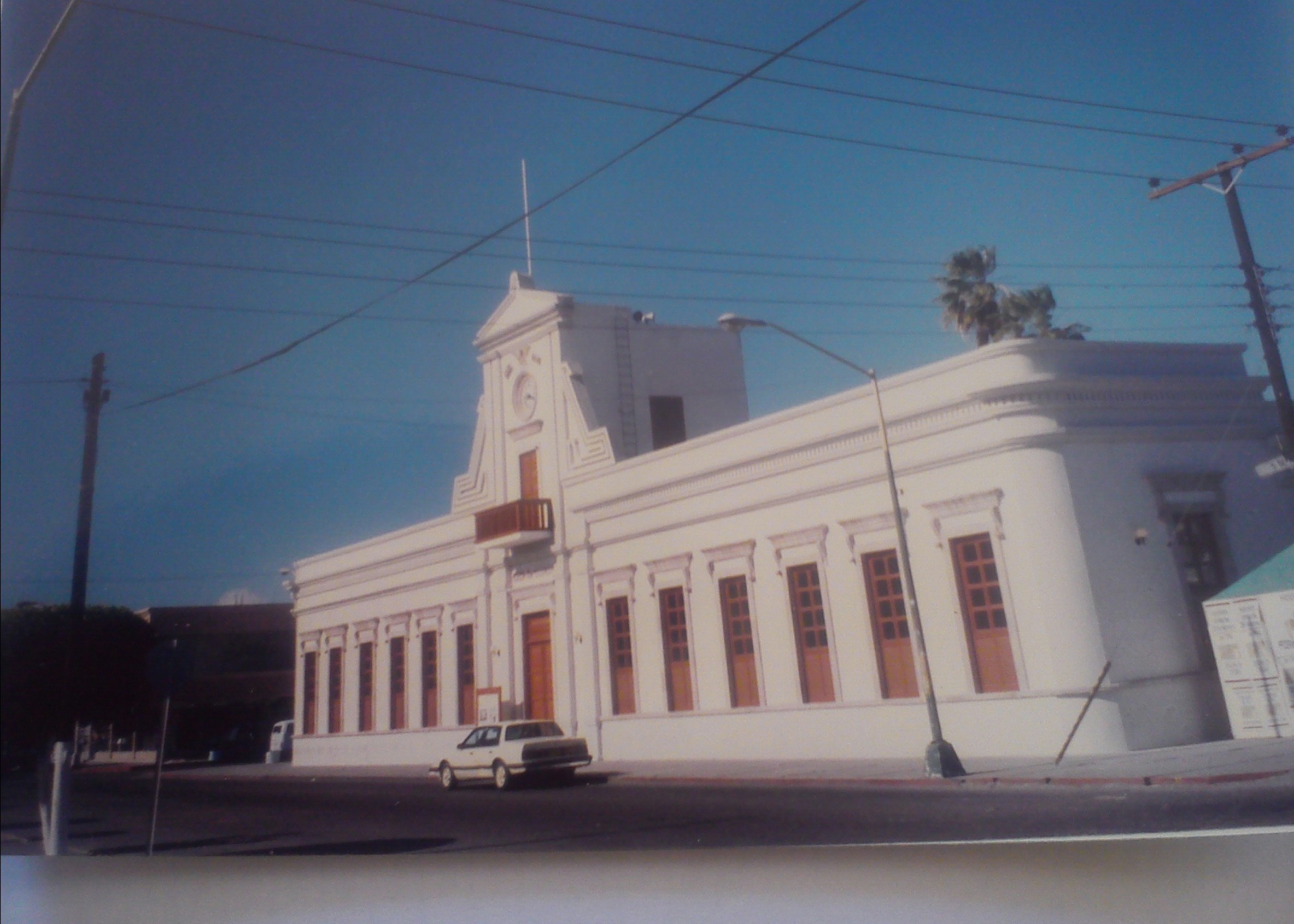
Будинок уряду в Ла Пасі

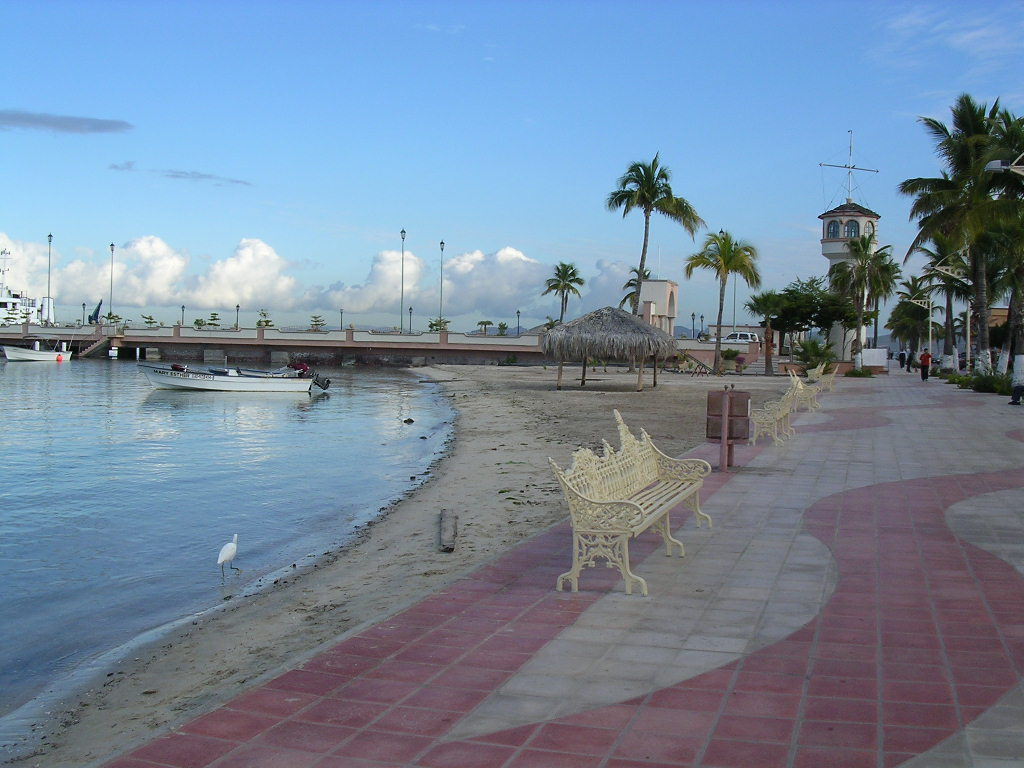
Морський пірс у Ла Пасі

Коли в 1821 році Мексика домоглася незалежності, іспанська влада в Каліфорнії ще існувала до 1822 року. Віддаленість Південного півострова від іншої частини Мексики не давала змоги вести боротьбу під час Мексиканської війни за незалежність. У тому ж році республіканський опозиційний лідер Г. Вікторія (Guadalupe Victoria) призначив підполковника Х. М. Ечеандію (José María Echeandía) політичним главою (намісником) у Південну Нижню Каліфорнію і розділив територію на чотири муніципалітети Лорето, Сан-Хосе-дель-Кабо, Сан-Перо-Мартір та Санта-Гертрудіс. У 1830 столиця федеральної території була перенесена в Ла Пас, після того, як Лорето був частково зруйнований в результаті сильних дощів.
Протягом перших десятиліть незалежності, в залежності від того, яка партія приходила до влади в центрі, Південна Нижня Каліфорнія отримувала статус то території (за лібералів-федералістів), то департаменту (при консерваторах-централістами). В умовах перманентної боротьби двох основних політичних угруповань, і столиця переміщалася з Ла Пасу в Сан Антоніо (San Antonio), і назад.
У першій чверті 19 ст. почався розпад більшості місій на півострові. Це призвело до того, що жителі які жили в місіях, стали власниками ранчо великої рогатої худоби і малого сільського господарства.
У жовтні 1847 року армія США була розгромлена в районі міста Мулеге (Mulegé) капітаном М. Пінеда (Manuel Pineda) під час американо-мексиканської війни. В результаті цієї битви, американська армія була змушена відмовитися від півострова, і не могла претендувати на нього, як на частину нових територій, отриманих за договором Гвадалупе-Ідальго 1848 року. В результаті цього договору Мексика віддала США величезні території Нової Мексики, Верхньої Каліфорнії, Аризони, Техасу, Колорадо, Невади, Юти.
Каліфорнійська золота лихоманка привернула до тихоокеанським берегів тисячі американських, європейських і азійських іммігрантів, які відправлялися на пошуки щастя. Вільям Вокер (William Walker) — американський журналіст та авантюрист прибув до Каліфорнії в 1849 році, де він познайомився з експансіоністськими ідеями і прагненнями каліфорнійських землевласників. У 1850 році Верхня Каліфорнія відійшла до Сполучених Штатів. У 1853 році, з метою отриманням у мексиканського уряду дозволу на колонізацію земель, Вокер відвідав Мексику, уряд якої відповів відмовою. Сповнений рішучості домогтися своїх цілей, в листопада 1853 року група з 45 авантюристів на чолі з В. Вокером, без дозволу уряду США взяла місто Ла Пас, перш, ніж мексиканська армія змусила їх відступити назад у США. Ця авантюра викликала інтерес поміщиків в Сан Франциско, деякі з яких профінансували експедицію, в обмін на землі, які Вокер обіцяв їм. Загарбники проголосили на зайнятих територіях незалежну Республіку Нижня Каліфорнія, яка була 10 січня 1854 року перейменована в Республіку Сонора. Нова федеративна республіка об'єднувала території сучасних штатів Нижня Каліфорнія, Південна Нижня Каліфорнія і Сонора. 18 січня президентом самопроголошеної республіки був оголошений Вокер, віцепрезидентом — Воткінс, а держсекретарем Еморі. Серйозні нестачі постачань, розбіжності всередині своєї партії і несподівано сильний опір з боку мексиканського уряду, змусили Вокера швидко піти і залишити свій авантюрний проект. Території самопроголошеної республіки ліквідувалася 8 травня, а Баха-Кадіфорнія стала військовим округом штату Сонора.
У 1858 році у Мексиці почалася війна за реформу, яка тривала до 1860 року. Вона була викликана прийняттям нової федеральної конституції країни, яку не підтримали консерватори, що підтримували централістичні реформи у державі. З цієї причини сили лібералів на чолі з Б. Хуаресом (Benito Juárez) боролися проти консерваторів за дотримання законів нової конституції. У вересні 1858 генерали М. де Леон (Manuel Márquez de León), М. Кастро (Mauricio Castro), І. Грін (Ildefonso Green) у військовому окрузі, що належать ліберальним силам, захопили Ла Пас. Консерватори перемогли і визнали французьку окупацію 1863-67 і владу імператора Максиміліана Габсбурга.
У 1876 році генерал П. Діас (Porfirio Díaz) став президентом республіки, і залишався при владі до 1910 року до початку мексиканської революції. У період «порфіріату», на території Південної Нижньої Каліфорнії сталося ряд важливих подій. Була проведена модернізація економіки, іноземним компаніям були надані концесії на володіння і розробку великих земельних ділянок, була створена за участю французького капіталу гірничодобувна компанія «El Boleo», були створені морські маршрути, які пов'язували військовий округ із рештою Мексики, прокладалися дороги, телеграфні лінії. У 1888 року була створена Федеральна територія Нижня Каліфорнія, а її південна частина стала військовим округом Південна Нижня Каліфорнія.
2 листопада 1910 року почалася Мексиканська революція. 6 листопада 1911 року після повалення П. Діаса, президентом став Ф. І. Мадеро (Francisco I. Madero). Однак, новий уряд зустрів протидію з боку опозиції. 9 лютого 1913 року в країні стався переворот, в результаті якого В. Уерта (Victoriano Huerta) захопив у полон Мадеро, і змусив його подати у відставку а потім підступно вбив його. Зі звісткою про смерть Мадеро, на території Південної Нижньої Каліфорнії були організовані групи, котрі повстали проти режиму Хуерти. У Ла Пасі була сформована повстанська армія на чолі з Феліксом Ортегою, який отримав перемогу в боротьбі. У 1914 році він був призначений на чолі виконавчої влади округу.
З 1929 року губернаторами Південної Нижньої Каліфорнії призначалися губернатори від право-соціалістичної Інституційно-Революційної партії (PRI). У лютому 1931 року округ був відділений від території Нижньої Каліфорнії та була утворена Федеральна територія Південна Нижня Каліфорнія. З цих років почалося будівництво шосе через весь півострів, більше стало приділятися уваги освіті тощо.
У 1974 році був утворений 31-й штат Мексики Південна Нижня Каліфорнія. Першим губернатором штату став А. С. Мендоса (Ángel César Mendoza Arámburo).
У 1976 ураган Liza викликав серйозні повені в Ла Пасі. Загинуло, за різними підрахунками від 1 000 до 3 000 осіб, і було завдано серйозної шкоди. Протягом 1960-70-х рр. столиця, як і весь штат переживали економічний бум, який на початку 1980-х змінився кризою через високу інфляцію, вийти з якого допоміг розвиток туристичного бізнесу. На початку 1980-х почав здійснюватися т. зв. «Гідравлічний план», який передбачав будівництво декількох гребель і дамб для поповнення зрошувальних каналів. Були також проведені важливі суспільні роботи з будівництва шкіл. У 1999 році новим губернатором штату став кандидат від революційно-демократичної партії (PRD), яка порушила монополію соціалістів на владу. За їхньої знову проводилися громадські роботи, однак, борг штату все зростав. Важке економічне становище, незважаючи на те, що рівень життя в штаті був значно вище, ніж у багатьох штатах країни, призвело до того, що на пост губернатора у 2011 був обраний кандидат від правої консервативної партії Національного дії (PAN).

## Адміністративний поділ

Адміністративна мапа штату Південна Нижня Каліфорнія.

В адміністративному відношенні поділяється на 5 муніципалітетів:
| INEGI код | Муніципалітети (укр.) | Муніципалітети (ориг.) |
| --------- | --------------------- | ---------------------- |
| 001       | Комонду               | (Comondú)              |
| 002       | Мулехе                | (Mulegé)               |
| 003       | Ла-Пас                | (La Paz)               |
| 008       | Лос-Кабос             | (Los Cabos)            |
| 009       | Лорето                | (Loreto)               |

## Економіка
Основна галузями економіки є сільське господарство і туризм, готельний бізнес та гірська промисловість, а також господарство, тваринництво і рибальство (вилов тунця, креветок та омарів). Основними культурами є пшениця, кукурудза і боби. До основних галузей промисловості належать текстильна, харчова (переробка риби, упакування солі) промисловість. Що стосується інфраструктури, то штат має хороші дороги, залізниці, морські порти і аеропорти.

## Герб
Герб штату має вигляд щита, розділеного по вертикалі навпіл. Щит має лазурову облямівку, обтяжену чотирма срібними рибами. У центрі щита зображена срібна мушля. Золотий і червоний кольори герба символізують союз, багатство, мужність, сміливість. Мушля символізує шанування, міцність кордонів. Облямівка символізує океан, справедливість, правду, вірність і спокій, риби — багатства морських просторів. Герб раніше був символом мексиканської Каліфорнії, подарований іспанським віцекоролем А. де Мендосою (Antonio de Mendoza). Коли Верхня Каліфорнія була приєднана до США, щит був видалений. Пізніше, коли північна частина півострова стала штатом, законодавчий орган штату заснував новий герб, а історичний герб залишився за південною частиною Нижньої Каліфорнії. Штат Південна Нижня Каліфорнія не має офіційно затвердженого прапора. Часто використовується біле полотнище із зображенням герба в центрі.